# Бобульский, Антоний Андреевич
Антоний Андреевич Бобульський (5 августа 1877 Краков, Австрийская империя — осень 1951, Ужгород) — писатель, драматург и издатель Подкарпатской Руси.

## Биография
Родился в Кракове, окончил гимназию в Перемышле. Переехал в Ужгород и в 1896—1907 гг. работал в типографии Егера, которая с 1907 г. перешла в собственность Юлия Фелдешия. С 1918 г. начал активную журналистскую, издательскую и творческую деятельность. Сначала издавал «Карпаторусский вѣстникъ», партийный орган Подкарпатского земледельческого союза, но выпустил всего три выпуска. Возобновил издание газет в 1920—1924 гг. В 1924 г. опубликовал юмористический роман о приключениях солдата-уклониста Давида Шрапнеля с иллюстрациями Иосифа Бокшая; в романе ощущалось определённое влияние «Швейка» Ярослава Гашека. В 1930-х годах был директором типографии Юлия Фелдешия и активно издавал дешёвые литературные издания для населения: детективы, юморески, пьесы (по большей части одноактовые) для сельских театров, календари. В то время входил в самых популярных авторов Прикарпатья. Умер в Ужгороде в нищете.

### Библиографический перечень пьес А. Бобульского
- Уйко изъ Америки, весела игра въ 3-хъ дѣйств., изд. Подк. Земл. Союза, Ужгородъ, 1922, стр. 48; ІІ-ое изд. 1937.
- Кандидатъ, весела игра въ 1 дѣйствіи, изд. Подк. Земл. Союза, Ужгородъ, 1923, стр. 16.
- Чіи долляры? Весела игра въ 1 дѣйств., изд. Подк. Земл. Союза, Ужгородъ, 1925, стр. 28.
- Нѣмая невѣста, пьеса въ 1 д, изд. О-ва Духновича, Ужгородъ, 1932, стр. 24.
- Держися даннаго слова, весела игра въ 1 д., изд. Подк. Земл. Союза, Ужгородъ, 1925, стр. 16.
- Въ святый вечеръ, пьеса въ 2-хъ д., изд. О-ва Духновича, Ужгородъ, 1930, стр. 24.
- Верховинская кровь, пьеса въ 3-хъ д., изд. О-ва Духновича, Ужгородъ, 1929, стр. 48.
- Пастырская игра, въ 1 д., изд. О-ва Духновича, Ужгородъ, 1930, стр. 8.
- Мессія, пьеса въ 3-хъ д., изд. О-ва Духновича, Ужгородъ, 1930, стр. 32.
- Царевичъ Альфонсъ, пьеса въ 5 д., изд. О-ва Духновича, Ужгородъ, 1932, стр. 32.

### Рассказы А. Бобульского
В серии «Дешёвая библиотека» Антоний Бобульский по запросу владельца издательства Юлия Фелдешия написал 20 рассказов. 
Оддавна уже чую, як наш народ скаржить ся, же не мать што читати. Довго ем гадав над тым и напослѣд то выдумав, же чимскорше треба им дашто такое выпечатати. Мое рѣшѣня ознаймив ем едному з моих писателей, котрый нараз взяв ся до дѣла и под именем Дѣдо Микула написав Дешеву библиотеку, котра дотеперь мать 20 выпускы, каждый з них мать по 32 стороны и коштуе 30 филлеры.
1. Немилосердная царевна Ксенья
2. Вѣдьма или проклятая дѣвушка
3. Тайная крыпта
4. Паршивка
5. Сын Люцифера
6. Спаситель села
7. Чорна рука
8. Иоанн Витязь
9. Чортовскій мост
10. Ицик Барух
11. Два неприятели
12. Ужасный сон
13. Хата в лѣсѣ
14. Людоѣд
15. Блудящій Голландец
16. Кораблекрушеніе
17. Али Баба
18. Страшилище села
19. Искры
20. Таинства магии

### Фольклорные записи
Отдельным пунктом в творчестве А. Бобульського стоят фольклорные записи.
- Русска свадьба или рѣчи для сватовъ (старостовъ) и дружбовъ и свадебны пѣснѣ. Собралъ Антоній Бобульскій. (Дешева библіотека. Число 22) Цѣна 5 кор. Ужгородъ. Книгопечатня Юлія Фелдешія. 1926.
- Пѣснѣ надгробныя съ парастасомъ. Собралъ Антоній Бобульскій. Второе изданіе. Ужгородъ. Изданіе Юлія Фелдешія. 1926. (Выдано старославянсков азбуков).

### Другие издания
- Русская свадьба (рѣчь дружбов)
- Военныя события Давида Шрапнеля и Ивана Пѣвчука
- Сонник или толкование снов
- Сирота Миша (роман)

## Ссылка
- Биография на сайте «Энциклопедия современной Украины»